# 린다 수 박

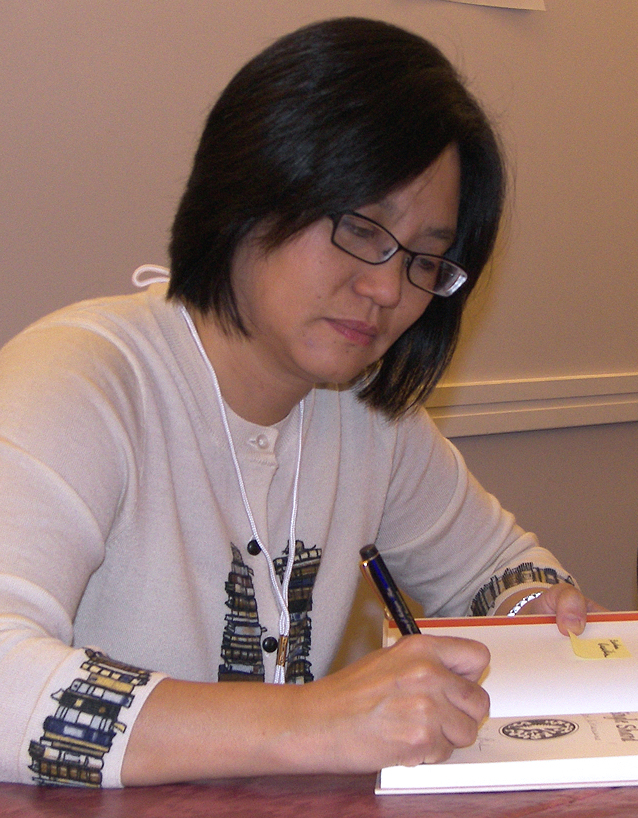
린다 수 박

린다 수 박(박명진, Linda Sue Park 린다 수 파크[*], 1960년 3월 25일 ~ , 일리노이주 어배나 시)은 미국의 소설가이자 아동문학가로, 한국계 미국인이다. 2002년 사금파리 한 조각으로 미국의 아동문학상인 뉴베리상을 수상했다. 

## 작품

### 소설
- FictionSeesaw Girl - 1999년
- The Kite Fighters - 2000년
- A Single Shard(사금파리 한 조각) - 2001년
- When My Name Was Keoko - 2003년
- The Firekeeper's Son - 2004년
- Mung-Mung: A Foldout Book of Animal Sounds - 2004년
- What Does Bunny See?: A Book of Colors and Flowers - 2005년
- Yum! Yuck!: A Foldout Book of People Sounds From Around the World - 2005년
- Project Mulberry - 2005년
- Bee-bim Bop - 2005년
- Archer's Quest - 2006년
- Click: One novel ten authors, chapter one - 2007년
- Storm Warning - 2010년
- A Long Walk to Water - 2010년